# 5016 Migirenko
5016 Migirenko eller 1976 GX3 är en asteroid i huvudbältet som upptäcktes den 2 april 1976 av den rysk-sovjetiske astronomen Nikolaj Tjernych vid Krims astrofysiska observatorium på Krim. Den har fått sitt namn efter Georgij S. Migirenko.
Asteroiden har en diameter på ungefär 5 kilometer.